# کامیلا-۸
کامیلا-۸ (به لاتین: Comilla-8) یک منطقهٔ مسکونی در بنگلادش است که در ناحیه کومیلا واقع شده‌است.